# Lågøya
Lågøya (norwegisch „niedrige Insel“) ist eine zum norwegischen Spitzbergen-Archipel gehörende Insel unmittelbar nordwestlich von Nordostland.

## Geographie
Die Insel liegt am nordöstlichen Eingang der Hinlopenstraße 5,4 km nordwestlich der Insel Nordostland bei Kapp Lady, sowie vor dem Ausgang des Lady Franklinfjorden, und ist von den zu Nordostland gehörenden Halbinseln Botniahalvøya im Osten und Storsteinhalvøya im Süden jeweils etwa 5 km entfernt. Nordöstlich sind ihr die Nordlysøyane (deutsch Nordlichtinseln) vorgelagert. Lågøya ist bei einer Fläche von 86 km² 14 km lang und 12 km breit. Die Insel ist – wie ihr Name sagt – überwiegend flach, nur auf Lambrechtsodden, ihrer östlichsten Landspitze, erreicht sie eine Höhe von 57 m.

## Flora und Fauna
Die Vegetation ist auf Lågøya sehr kärglich. Die Insel ist aber ein wichtiges Brutgebiet für Seevögel wie die Schwalbenmöwe. Auch Thorshühnchen und Eiderenten sind hier heimisch. Da auch Walrosse auf Lågøya anzutreffen sind und hier kalben, wird die Insel häufig von Touristenschiffen angelaufen. Es gibt Pläne, für die Westküste der Insel ein jährliches Fahr- und Anlandungsverbot für den Zeitraum vom 15. Mai bis 15. August auszusprechen. Lågøya gehört zum 1973 gegründeten Nordost-Svalbard-Naturreservat.

## Geschichte
1773 landeten einige Teilnehmer der britischen Expedition unter Leitung von Constantine Phipps auf Lågøya. Vom Schiffsarzt Dr. Irving stammt eine Beschreibung der Insel sowie der vorgefundenen Tiere und Pflanzen.
1908 wurde im Nordosten der Insel vom Trapper Sverdrup Zakariassen aus Tromsø eine Hütte gebaut, in der er mit fünf weiteren Männern überwinterte. Erst im Winter 1923/24 war die Hütte, die inzwischen sehr baufällig war, wieder besetzt. Trapper Meyer Olsen und seine vier Begleiter hatten ursprünglich Ostgrönland anlaufen wollen, was die Eisverhältnisse jedoch nicht erlaubt hatten. 1928 baute Karl J. Bengtssen (1886–1939) aus Bergen eine neue Hütte weiter im Norden, in der er mit zwei weiteren Männern überwinterte. Im Frühjahr 1929 suchten sie die Nordküste Nordostlands bis zum Kap Leigh Smith vergeblich nach Überlebenden des Absturzes des Luftschiffs Italia ab. Im Juli ruderten sie innerhalb von 18 Tagen nach Ny-Ålesund.